# Irena Dubiska

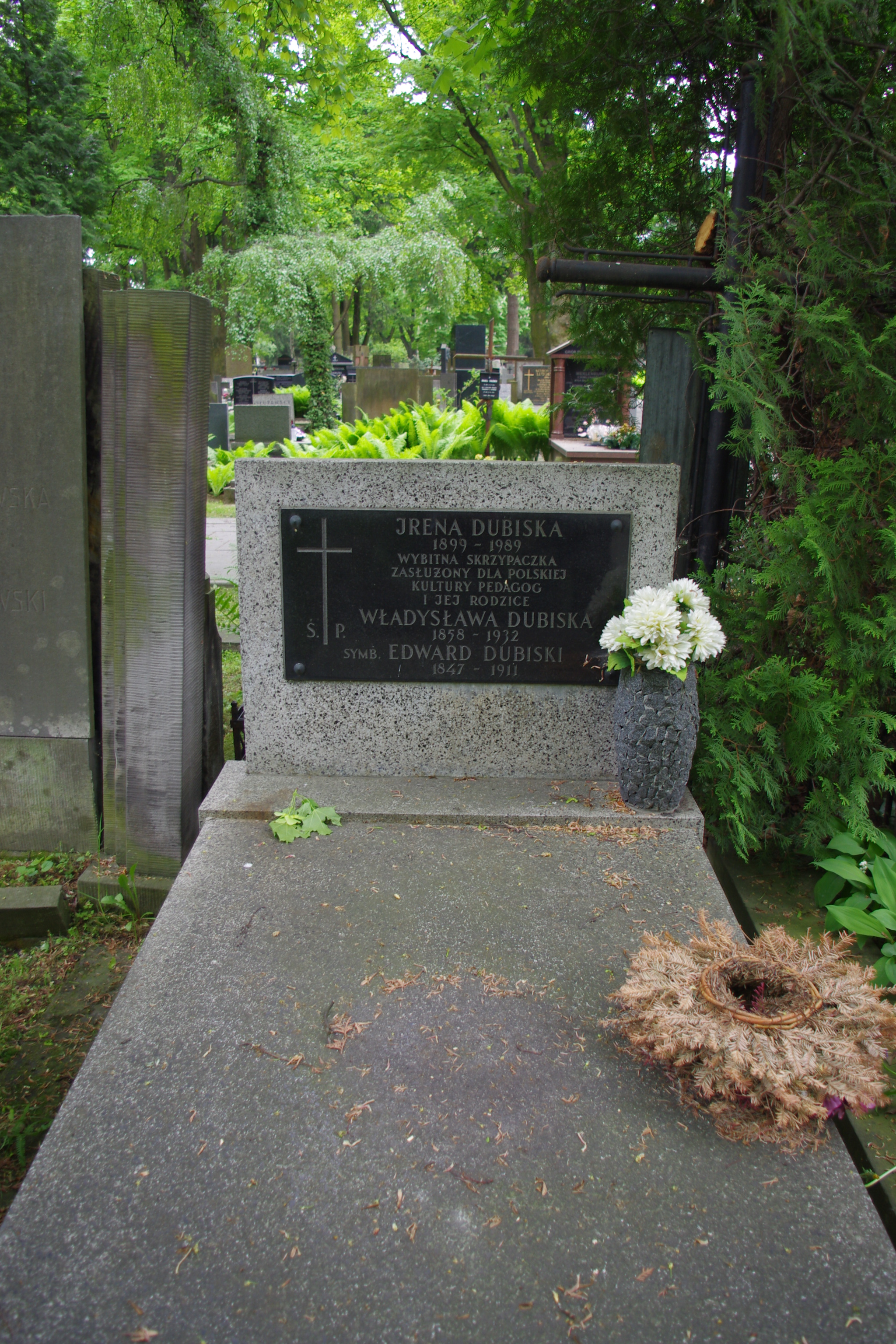
Grób Ireny Dubiskiej na cmentarzu Wojskowym na Powązkach w Warszawie

Irena Stanisława Aniela Dubiska (ur. 26 września 1899 w Inowrocławiu, zm. 1 czerwca 1989 w Warszawie) – polska skrzypaczka i pedagog.

## Życiorys
Urodziła się w rodzinie Edwarda i Władysławy z Jewasińskich. Była siostrą Ludomiry po mężu Grabianowskiej i Aleksandra (zm. 1939). Mając 5 lat rozpoczęła naukę gry na skrzypcach u Oskara Anderlika. Następnie uczyła się w Konserwatorium Muzycznym Juliusa Sterna w Berlinie pod kierunkiem Laury Helbling-Lafont (1905–1908) i Maxa Grünberga (1918–1912), które ukończyła uzyskując dyplom ze złotym medalem. Studia uzupełniające odbyła w latach 1917–1919 pod kierunkiem Bronisława Hubermana. Po 1920 konsultacji udzielał jej wybitny skrzypek i pedagog Carl Flesch. Zadebiutowała w 1908 w Wittenberdze, natomiast w 1919 debiutowała w Warszawie w koncercie pod dyrekcją Emila Młynarskiego. W latach 1919–1939 grała za granicą, głównie w Europie, m.in. w czasie plebiscytu na Górnym Śląsku dla robotników. W 1930 utworzyła Kwartet Polski (działał do 1939), w którym grała z Wandą Wiłkomirską, Kazimierzem Wiłkomirskim i Mieczysławem Szaleskim.
W okresie okupacji występowała w Warszawie w kawiarniach muzycznych Bolesława Woytowicza i Lardelliego oraz na tajnych koncertach. W 1943 podczas koncertu konspiracyjnego w Warszawie wykonała, wraz z Eugenią Umińską, Suitę na dwoje skrzypiec skomponowaną w tym samym roku przez Grażynę Bacewicz. Brała udział w powstaniu warszawskim jako wolontariuszka przy pracach pomocniczych, grała także dla rannych żołnierzy. Po upadku powstania udała się do Krakowa, gdzie zamieszkała u Władysławy Markiewiczówny.
Była pierwszą wykonawczynią utworów skrzypcowych K. Szymanowskiego, z którym koncertowała w kraju i za granicą.
Od 1913 prowadziła działalność pedagogiczną, od 1919 była profesorem konserwatorium, a następnie PWSM w Warszawie. Od 1946 wykładała w PWSM w Łodzi. Wykształciła wielu wybitnych uczniów, m.in. Piotra Janowskiego, Wandę Wiłkomirską i Stefana Rachonia. Była jurorem konkursów skrzypcowych, m.in. Międzynarodowego Konkursu Skrzypcowego im. Henryka Wieniawskiego w Poznaniu, Międzynarodowego Konkursu Młodych Skrzypków w Lublinie, a także konkursów m.in. w Genewie, Lipsku i Bukareszcie.
W styczniu 1976 podpisała list protestacyjny do Komisji Nadzwyczajnej Sejmu PRL przeciwko zmianom w Konstytucji Polskiej Rzeczypospolitej Ludowej.
Zmarła 1 czerwca 1989 w Warszawie wskutek szoku po brutalnym napadzie w swoim mieszkaniu. Pochowana na cmentarzu Wojskowym na Powązkach (kwatera B17-7-2).

## Ordery i odznaczenia
- Order Sztandaru Pracy I klasy (1959)[8]
- Krzyż Komandorski z Gwiazdą Orderu Odrodzenia Polski[9]
- Order Sztandaru Pracy II klasy (22 lipca 1949)[10]
- Krzyż Kawalerski Orderu Odrodzenia Polski (1956)[8]
- Złoty Krzyż Zasługi (1931)[8]
- Medal 10-lecia Polski Ludowej (19 stycznia 1955)[11]
- Odznaka tytułu honorowego „Zasłużony dla Kultury Narodowej” (1986)[12]
- Złota Odznaka SPAM (1972)[8]

## Nagrody i wyróżnienia[8]
- Nagroda Państwowa II stopnia za całość działalności artystycznej i pedagogicznej (1955)[13]
- Nagroda Ministra Kultury i Sztuki (1964)
- Dyplom honorowy Fundacji E. Ysaÿe’a (1967)
- Nagroda Ministra Kultury i Sztuki I stopnia (1969)[14]
- Tytuł Honorowej Obywatelki Poznania